# Viagens Abreu
A Viagens Abreu é uma agência de viagens fundada em 1840 na cidade do Porto, Portugal. Atualmente tem a designação comercial de Agência Abreu e é considerada a mais antiga da sua indústria a nível mundial, sendo além disso, a empresa de maior dimensão que opera no setor de viagens e turismo em Portugal. Além das mais de 140 lojas em Portugal continental e nas ilhas da Madeira e Açores, também atua em países como Angola, Brasil, Espanha, Inglaterra e Estados Unidos.

## A fundação e o fenómeno da emigração portuguesa para o Brasil
Durante o século XIX, a expansão demográfica no norte de Portugal traduziu-se numa enorme migração interna para os centros urbanos, o que, por sua vez, deu origem a transformações sociais profundas. Paralelamente a isto, e reforçando essa tendência, da transferência da corte portuguesa para o Brasil à Guerra Peninsular, da Revolução liberal de 1820 às Guerras Liberais, da Revolução de Setembro de 1836 à Guerra da Patuleia, o país mergulhava num período de convulsão política e militar sem precedentes. Esse novo proletariado urbano, em parte alimentado por uma burguesia emergente mas quase todo de origem rural, fica marcado por um quotidiano de pobreza e exclusão que conduz inevitavelmente à saída do país.
A fundação da Agência Abreu está intimamente ligada ao fenómeno da Emigração Portuguesa para o Brasil, movimento que começa a ganhar expressão logo no início do século XIX e se acentua após a Independência do Brasil, em 1822.
Durante a década de 1880, estima-se que 20 000 pessoas se pusessem anualmente a caminho do Brasil a partir da barra do Douro, número que seria duplicado na década seguinte. Segundo o Recenseamento Geral da População de 1878, o grande Porto tinha 461 881 habitantes, o que significa que, a qualquer ano, de aí em diante, e até ao alvor do século XX, 5% a 10% da sua população podia subitamente fazer as malas, descontando a emigração clandestina.

## Bernardo Luís Vieira de Abreu
Nascido a 27 de Fevereiro de 1801 no lugar de Ortezelo, freguesia de São Salvador de Rossas, concelho de Vieira do Minho, o fundador da Agência Abreu cresceu no contexto deste fluxo migratório para o Brasil. Os “Brasileiros de torna-viagem” eram presença habitual no noroeste do país e, embora a pesquisa histórica não tenha revelado documentos definitivos, estima-se que a família de Bernardo Abreu tenha partido para o Brasil por volta de 1810, possivelmente rumo à Bahia ou ao Rio de Janeiro, então os destinos mais comuns para emigrantes portugueses.

## Fundação
Não havendo informações dignas de crédito relativamente ao seu retorno a Portugal, o nome de Bernardo Abreu surge no “Directório Civil, Político e Comercial da Antiga, Muito Nobre, Sempre Leal e Invicta Cidade do Porto e Vila Nova de Gaia”, em 1838, registado como negociante. Inicialmente vocacionada para os emigrantes, comerciantes e primeiros viajantes que partiam para o Brasil, a sua atividade enquanto agente de viagens arrancou em 1840.
Operando sob o nome do seu fundador, a casa Abreu funcionava como agente de viagens e representante de algumas companhias de navegação. A documentação necessária aos viajantes era também disponibilizada pela agência, além de outro tipo de documentos, como por exemplo os obrigatórios nos matrimónios celebrados pela igreja católica ou no estabelecimento de novos negócios e casas estrangeiras em Portugal. 
Neste contexto histórico, a Abreu transformou-se numa casa de renome na cidade do Porto, cujo centro medieval, após a excecional situação do Cerco ou das epidemias da cólera, se inscreve num quadro de aumento populacional e de melhoria generalizada de infra-estruturas, de que foi símbolo a construção da Ponte Pênsil (1841-1843). Novos arruamentos, novas urbanizações e novas praças, a par da destruição de zonas insalubres e de avanços na rede viária permitem o alastramento da malha urbana, planeada de forma a favorecer o comércio. É então que se dá o falecimento de Bernardo Luís Vieira de Abreu, em 1878, que deixa a empresa ao cuidado do filho, Daniel Luís Vieira de Abreu.

## Crescimento
Nas últimas décadas de 1800, encontram-se anúncios colocados pela Abreu em diversas publicações portuenses divulgando a saída de barcos para o Brasil e para outros portos das Colónias Portuguesas, bem como os serviços de acreditação de documentos feitos pela agência, já sob direção de Daniel Abreu.
Com essa renovada tutelagem, o negócio familiar envereda por diversos caminhos, da importação e representação de produtos de origem colonial, como os charutos ou os cafés, aos livros, instrumentos musicais e uma miríade de outras mercadorias, acompanhando a modernização da cidade do Porto, sem nunca, claro está, perder a ênfase nas viagens, sector em que se viria a especializar mais ainda nas décadas seguintes.
É em 1922 que, na edição de 29 de outubro do Jornal de Notícias, aparece o primeiro anúncio da casa comercial fundada por Bernardo Abreu com a denominação que se viria doravante a adotar: A. Abreu, com uma inicial que remete para o filho de Daniel, Aníbal, e para a sua viúva, Anália, bem como para os filhos do casal. Já na década de 30 começam a surgir na imprensa referências à “Agência Abreu”.
A partir dos anos 40, a par de emigrantes e empresários, regista-se outra categoria de viajante em número crescente: a do turista. A Agência Abreu estendeu naturalmente a sua área de negócio a estes primeiros viajantes em busca de lazer.